# Volvo Car Open 2016
Volvo Car Open 2016 byl tenisový turnaj ženského profesionálního okruhu WTA Tour, hraný v areálu Family Circle Tennis Center na otevřených dvorcích. Jednalo se o jediný turnaj ženské sezóny na zelené antuce. Koná se mezi 4. až 10. dubnem 2016 v jihokarolínském Charlestonu jako 44. ročník turnaje.
Rozpočet turnaje činil 753 000 dolarů. V rámci WTA Tour se řadil do kategorie WTA Premier Tournaments. Nejvýše nasazenou hráčkou ve dvouhře se stala světová trojka a obhájkyně trofeje Angelique Kerberová z Německa, která skrečovala semifinále Sloane Stephensové pro virózu. Jako poslední přímá účastnice do dvouhry nastoupila 106. španělská hráčka žebříčku a pozdější osmifinalistka Lourdes Domínguezová Linová.
Čtvrtý titul ve dvouhře získala Američanka Sloane Stephensová. První společnou trofej ze čtyřhry vybojoval francouzský pár Caroline Garciaová a Kristina Mladenovicová.

## Distribuce bodů a finančních odměn

### Distribuce bodů
| Soutěž  | vítězky | finalistky | semifinalistky | čtvrtfinalistky | 16 v kole | 32 v kole | Q  | Q3 | Q2 | Q1 |
| ------- | ------- | ---------- | -------------- | --------------- | --------- | --------- | -- | -- | -- | -- |
| dvouhra | 470     | 305        | 185            | 100             | 55        | 1         | 25 | 18 | 13 | 1  |
| čtyřhra | 470     | 305        | 185            | 100             | 1         | —         | —  | —  | —  | —  |

### Finanční odměny
| Soutěž                                | vítězky  | finalistky | semifinalistky | čtvrtfinalistky | 16 v kole | 32 v kole | 64 v kole | Q2     | Q1   |
| ------------------------------------- | -------- | ---------- | -------------- | --------------- | --------- | --------- | --------- | ------ | ---- |
| dvouhra                               | $128 100 | $68 180    | $33 600        | $17 280         | $8 955    | $4 585    | $2 355    | $1 070 | $640 |
| čtyřhra                               | $40 300  | $21 340    | $11 740        | $5 975          | $3 245    | —         | —         | —      | —    |
| částky ve čtyřhře jsou uváděny na pár |          |            |                |                 |           |           |           |        |      |

## Ženská dvouhra

### Nasazení
| Stát                           | Hráčka                 | WTA | Nasazení |
| ------------------------------ | ---------------------- | --- | -------- |
| Německo                        | Angelique Kerberová    | 3.  | 1.       |
| Švýcarsko                      | Belinda Bencicová      | 10. | 2.       |
| USA                            | Venus Williamsová      | 14. | 3.       |
| Česko                          | Lucie Šafářová         | 15. | 4.       |
| Itálie                         | Sara Erraniová         | 18. | 5.       |
| Německo                        | Andrea Petkovicová     | 21. | 6.       |
| USA                            | Sloane Stephensová     | 22. | 7.       |
| USA                            | Madison Keysová        | 24. | 8.       |
| Srbsko                         | Jelena Jankovićová     | 26. | 9.       |
| Austrálie                      | Samantha Stosurová     | 27. | 10.      |
| Francie                        | Kristina Mladenovicová | 29. | 11.      |
| Austrálie                      | Darja Gavrilovová      | 34. | 12.      |
| Rumunsko                       | Irina-Camelia Beguová  | 35. | 13.      |
| Rusko                          | Darja Kasatkinová      | 36. | 14.      |
| Německo                        | Sabine Lisická         | 37. | 15.      |
| Japonsko                       | Misaki Doiová          | 44. | 16.      |
| Kanada                         | Eugenie Bouchardová    | 45. | 17.      |
| Žebříček WTA k 21. březnu 2016 |                        |     |          |

### Jiné formy účasti
Následující hráčky obdržely divokou kartu do hlavní soutěže:
- Frances Alticková
- Louisa Chiricová
- Shelby Rogersová

Následující hráčky postoupily z kvalifikace:
- Cindy Burgerová
- Çağla Büyükakçay
- Sesil Karatančevová
- Lesley Kerkhoveová
- Aleksandra Krunićová
- Kristína Kučová
- Naomi Ósakaová
- Jelena Vesninová

Následující hráčky postoupily z kvalifikace jako tzv. šťastné poražené:
- Jana Čepelová[1]
- Patricia Maria Țigová[1]

### Odhlášení
před zahájením turnaje
- Mona Barthelová → nahradila ji Tatjana Mariová
- Petra Cetkovská (poranění pravého stehna) → nahradila ji Jana Čepelová
- Mariana Duqueová Mariñová → nahradila ji Anastasija Sevastovová
- Jelena Jankovićová (poranění pravého ramene) → nahradila ji Patricia Maria Țigová
- Varvara Lepčenková → nahradila ji Alison Riskeová

### Skrečování
- Eugenie Bouchardová[1]
- Angelique Kerberová (viróza)[1]

## Ženská čtyřhra

### Nasazení
| Stát                                                                       | Hráčka                      | Stát    | Hráčka                 | WTA | Nasazení |
| -------------------------------------------------------------------------- | --------------------------- | ------- | ---------------------- | --- | -------- |
| USA                                                                        | Bethanie Matteková-Sandsová | Česko   | Lucie Šafářová         | 11. | 1.       |
| Česko                                                                      | Andrea Hlaváčková           | Česko   | Lucie Hradecká         | 21. | 2.       |
| Francie                                                                    | Caroline Garciaová          | Francie | Kristina Mladenovicová | 26. | 3.       |
| USA                                                                        | Raquel Atawová              | USA     | Abigail Spearsová      | 41. | 4.       |
| Žebříček WTA k 21. březnu 2016; číslo je součtem umístění obou členek páru |                             |         |                        |     |          |

### Jiné formy účasti
Následující páry obdržely divokou kartu do hlavní soutěže:
- Hadley Bergová /  Paige Clineová
- Madison Keysová /  Sloane Stephensová

### Skrečování
- Abigail Spearsová

## Přehled finále

### Ženská dvouhra
- Sloane Stephensová vs.  Jelena Vesninová, 7–6(7–4), 6–2

### Ženská čtyřhra
- Caroline Garciaová /  Kristina Mladenovicová vs.  Bethanie Matteková-Sandsová /  Lucie Šafářová, 6–2, 7–5